# Orle (powiat Wejherowo)
Orle is een plaats in het Poolse district  Wejherowski, woiwodschap Pommeren. De plaats maakt deel uit van de gemeente Wejherowo en telt 1373 inwoners.

## Verkeer en vervoer
- Station Orle